# Frederic Funk
Frederic Funk (* 9. August 1997 in München) ist ein deutscher Triathlet. Er ist Deutscher Meister (2018) und Europameister (2021) auf der Triathlon-Mitteldistanz sowie Ironman 70.3 Vizeweltmeister (2023). Funk wird in der Bestenliste deutscher Triathleten auf der Ironman-Distanz geführt.

## Werdegang
Beim „Junior Challenge“ im Rahmen des Challenge Roth belegte Frederic Funk im Alter von fünf Jahren bei seinem ersten Triathlon den dritten Platz.
2012 wurde er Deutscher Vizemeister in der Jugend B, 2014 Deutscher Vizemeister in der Jugend A und Gesamtsieger des Deutschland Cups. Seit 2013 ist er Mitglied des D/C-Kaders der DTU. Am 2. August 2015 wurde der 17-Jährige hinter Michael Raelert und Horst Reichel Dritter beim Frankfurt-City-Triathlon.

### Deutscher Junioren-Meister Triathlon 2016
Frederic Funk feierte 2016 seinen ersten Deutschen Meistertitel in Nürnberg. Er startete am 16. September 2016 bei der Triathlon-Junioren-Weltmeisterschaft in Cozumel/Mexiko und belegte als zweitbester Deutscher den 25. Rang. Funk startet seit der Saison 2016 für das Kiwami Tri Team Grassau in der Triathlon-Bundesliga. 2016 und 2017 wurde Funk mit dem „Tiszaújvárosi Triatlon Klub“ Ungarischer Meister.
Im März 2017 feierte Funk beim Europa-Cup-Rennen auf Gran Canaria sein Elite-Debüt in der Nationalmannschaft. Im Juni gewann der 19-jährige Frederic Funk mit neuem Streckenrekord als bislang jüngster Sieger den Rothsee-Triathlon.

### Deutscher Meister Triathlon Mitteldistanz 2018
Im Juni 2018 wurde der damals 20-Jährige in Ingolstadt Deutscher Meister auf der Triathlon Mitteldistanz.

Nach einem dritten und einem zweiten Rang im Vorjahr gewann er im August 2018 den Frankfurt-City-Triathlon auf der olympischen Distanz.
Frederic Funk Triathlet startete in der Saison 2019 für das Erdinger Alkoholfrei-Nachwuchsteam. Im Oktober 2019 gewann er bei seinem zweiten Start in einem Ironman 70.3 (1,9 km Schwimmen, 90 km Radfahren und 21,1 km Laufen) den Ironman 70.3 Lanzarote.

### ETU-Europameister Triathlon Mitteldistanz 2021
Im Juni 2021 wurde der 23-Jährige bei der Challenge Walchsee-Kaiserwinkl Europameister auf der Halbdistanz (1,9 km Schwimmen, 90 km Radfahren und 21 km Laufen).
Im Mai 2022 wurde er Zweiter beim Ironman 70.3 Kraichgau und im August wurde er in der Slowakei Dritter bei der Weltmeisterschaft auf der Triathlon-Langdistanz. Im Oktober 2022 wurde Funk in St. George Fünfter bei der Ironman-70.3-Weltmeisterschaft.
Im Juli 2023 gewann der 25-Jährige zum dritten Mal in Folge die Challenge Walchsee-Kaiserwinkl.

### Ironman 70.3 Vizeweltmeister 2023
Im August 2023 wurde Funk bei der Ironman 70.3 World Championship im finnischen Lahti Vizeweltmeister hinter Rico Bogen. Im Mai 2024 wurde der 26-Jährige Zweiter auf der Halbdistanz und damit Vizeweltmeister bei den Challenge World Championships im slowakischen Šamorín.
Er wird trainiert von Dan Lorang.

### Privates
Frederic Funk ist der älteste Sohn der beiden ehemaligen Profi-Triathleten Heike und Harald Funk. Sein Vater war von 2012 bis 2016 Vizepräsident des Bayerischen Triathlonverbandes. Funk studiert Wirtschaftsinformatik an der Friedrich-Alexander-Universität und lebt im österreichischen Kufstein. Seit 2024 ist er mit der ungarischen Triathletin und Marketing-Assistentin Zsanna Filep (* 1998) verheiratet.

## Sportliche Erfolge
| Datum/Jahr    | Platz | Wettbewerb                                         | Austragungsort             | Zeit     | Bemerkung |  |
| ------------- | ----- | -------------------------------------------------- | -------------------------- | -------- | --- |  |
| 8. Mai 2022   | 1     | Siegerland-Cup                                     | Buschhütten                |          | |  |
| 20. Sep. 2020 | 3     | Ratingen Triathlon                                 | Ratingen                   | 01:40:09 | [ 17 ] |  |
| 25. Aug. 2019 | 1     | Viernheimer V-Card Triathlon                       | Viernheim                  | 01:50:57 | |  |
| 21. Juli 2019 | 16    | Tübingen Triathlon                                 | Tübingen                   | 00:57:15 | |  |
| 23. Juni 2019 | 1     | Erding Triathlon                                   | Erding                     | 01:50:40 | [ 18 ] |  |
| 19. Mai 2019  | 1     | Challenge Heilbronn                                | Heilbronn                  | 01:54:30 | Sieger auf der Kurzdistanz neben Natascha Schmitt bei den Frauen                                                   |  |
| 5. Aug. 2018  | 1     | Frankfurt-City-Triathlon                           | Frankfurt am Main          | 01:58:02 | Sieger auf der Kurzdistanz                                                                                         |  |
| 1. Juli 2018  | 8     | DTU Deutsche Meisterschaft Triathlon Sprintdistanz | Düsseldorf                 | 00:57:33 | Deutsche Meisterschaft Sprintdistanz als 15. beim T3-Triathlon                                                     |  |
| 16. Juni 2018 | 1     | Rothsee-Triathlon                                  | Roth                       | 01:53:04 | erfolgreiche Titelverteidigung mit neuem Streckenrekord                                                            |  |
| 6. Aug. 2017  | 2     | Frankfurt-City-Triathlon                           | Frankfurt am Main          | 01:56:43 | |  |
| 29. Juli 2017 | 1     | Erlangen-Triathlon                                 | Erlangen                   | 01:56:20 | Sieg mit neuem Streckenrekord und rund 9 min Vorsprung auf den Vorjahressieger und Zweitplatzierten Tobias Heining |  |
| 26. Juni 2017 | 1     | Rothsee-Triathlon                                  | Roth                       | 01:53:17 | Sieg mit neuem Streckenrekord und rund 5 min Vorsprung auf den Vorjahressieger und Zweitplatzierten Sebastian Neef |  |
| 26. März 2017 | 23    | ETU Triathlon European Cup                         | Las Palmas de Gran Canaria | 01:54:02 | auf der olympischen Distanz (1,5 km Schwimmen, 40 km Radfahren und 10 km Laufen)                                   |  |
| 15. Sep. 2016 | 25    | ITU Triathlon World Championship Junior Men        | Cozumel                    | 00:56:12 | Junioren-Weltmeisterschaft                                                                                         |  |
| 23. Juli 2016 | 1     | DTU Deutsche Meisterschaft Triathlon Junioren      | Nürnberg                   | 00:56:40 | Deutscher Junioren-Meister Triathlon                                                                               |  |
| 2. Aug. 2015  | 3     | Frankfurt-City-Triathlon                           | Frankfurt am Main          |          | [ 2 ] |  |
| 19. Juli 2015 | 7     | DTU Deutsche Meisterschaft Triathlon Junioren      | Nürnberg                   | 00:54:18 | |  |
| 28. Juni 2015 | 24    | DTU Deutsche Triathlon-Meisterschaften             | Düsseldorf                 | 00:56:36 | Deutsche Triathlon-Meisterschaft auf der Sprintdistanz (0,75 km Schwimmen, 20 km Radfahren und 5 km Laufen)        |  |

| Datum/Jahr    | Platz | Wettbewerb                                           | Austragungsort       | Zeit     | Bemerkung                                                                                    |  |
| ------------- | ----- | ---------------------------------------------------- | -------------------- | -------- | -------------------------------------------------------------------------------------------- |  |
| 17. Aug. 2025 | 1     | Allgäu Triathlon                                     | Immenstadt im Allgäu | 04:04:18 | Sieger beim Allgäu Classic auf der Mitteldistanz                                             |  |
| 6. Juli 2025  | 5     | Challenge Roth                                       | Roth                 | 07:40:07 | [ 19 ]                                                                                       |  |
| 14. Juni 2025 | 16    | T100 Vancouver                                       | Vancouver            | 03:24:04 | [ 20 ]                                                                                       |  |
| 19. Okt. 2024 | 7     | T100 Dubai                                           | Dubai                |          | im Grand Final                                                                               |  |
| 19. Okt. 2024 | 10    | T100 Lake Las Vegas                                  | Lake Las Vegas       | 03:30:03 | hinter Jelle Geens                                                                           |  |
| 27. Juli 2024 | 5     | T100 London                                          | London               | 03:17:53 | 2 km Schwimmen, 80 km Radfahren und 18 km Laufen                                             |  |
| 27. Juli 2024 | 5     | Challenge World Championship                         | Šamorín              | 03:29:24 | bei „The Championship“                                                                       |  |
| 14. Apr. 2024 | 9     | T100 Singapore                                       | Singapur             | 03:31:48 | 2 km Schwimmen, 80 km Radfahren und 18 km Laufen                                             |  |
| 14. Okt. 2023 | 6     | Challenge Peguera-Mallorca                           | Peguera              | 03:48:31 | auf Mallorca                                                                                 |  |
| 17. Sep. 2023 | 1     | Challenge Samarkand                                  | Samarkand            | 03:38:34 |                                                                                              |  |
| 3. Sep. 2023  | 1     | Ironman 70.3 Zell am See-Kaprun                      | Zell am See          | 03:49:56 |                                                                                              |  |
| 27. Aug. 2023 | 2     | Ironman 70.3 World Championships                     | Lahti                | 03:33:26 | hinter Rico Bogen und vor Jan Stratmann                                                      |  |
| 2. Juli 2023  | 1     | Challenge Walchsee-Kaiserwinkl                       | Walchsee             | 03:41:20 | [ 24 ]                                                                                       |  |
| 29. Okt. 2022 | 5     | Ironman 70.3 World Championships                     | St. George           | 03:42:34 | Ironman 70.3 World Championships 2022                                                        |  |
| 28. Aug. 2022 | 1     | Ironman 70.3 Zell am See-Kaprun                      | Zell am See          | 03:50:24 |                                                                                              |  |
| 22. Aug. 2022 | 3     | ITU Long Distance Triathlon World Championships      | Šamorín              | 03:15:40 | Weltmeisterschaft auf der Triathlon Langdistanz                                              |  |
| 24. Juli 2022 | 5     | PTO Canadian Open                                    | Edmonton             | 03:14:56 |                                                                                              |  |
| 26. Juni 2022 | 1     | Challenge Walchsee-Kaiserwinkl                       | Walchsee             | 03:36:01 |                                                                                              |  |
| 29. Mai 2022  | 2     | Ironman 70.3 Kraichgau                               | Kraichgau            | 03:50:53 | hinter Justus Nieschlag                                                                      |  |
| 18. Sep. 2021 | DNF   | Ironman 70.3 World Championships                     | St. George           | –        | Rennabbruch zu Beginn der Laufstrecke beim Ironman 70.3 St George                            |  |
| 29. Aug. 2021 | 3     | Challenge World Championship                         | Šamorín              | 03:40:25 | Dritter bei „The Championship“                                                               |  |
| 27. Juni 2021 | 1     | ETU Middle Distance Triathlon European Championships | Walchsee             | 03:36:56 | ETU-Europameister auf der Halbdistanz bei der Challenge Walchsee-Kaiserwinkl                 |  |
| 30. Mai 2021  | 1     | Challenge St. Pölten                                 | St. Pölten           | 03:44:49 |                                                                                              |  |
| 5. Okt. 2019  | 1     | Ironman 70.3 Lanzarote                               | Lanzarote            | 03:35:00 | zweiter Start bei einem Ironman 70.3; Austragung ohne das Schwimmen                          |  |
| 1. Sep. 2019  | 2     | Ironman 70.3 Zell am See-Kaprun                      | Zell am See          | 03:55:54 | Zweiter hinter Thomas Steger                                                                 |  |
| 27. Juli 2019 | 4     | Challenge Prag                                       | Prag                 | 03:59:33 |                                                                                              |  |
| 30. Juni 2019 | 2     | Challenge Walchsee-Kaiserwinkl                       | Walchsee             | 03:53:07 | zweiter hinter Maurice Clavel                                                                |  |
| 2. Juni 2019  | 11    | Challenge World Championship                         | Šamorín              | 03:44:21 |                                                                                              |  |
| 5. Mai 2019   | 3     | Challenge Riccione                                   | Riccione             | 03:53:45 |                                                                                              |  |
| 28. Okt. 2018 | 3     | Challenge Forte Village Sardinia                     | Sardinien            | 03:52:50 | musste als Duathlon (5 km Laufen, 90 km Radfahren und 21 km zweiter Lauf) ausgetragen werden |  |
| 2. Sep. 2018  | 2     | Challenge Walchsee-Kaiserwinkl                       | Walchsee             | 03:51:27 | Zweiter hinter Sebastian Kienle                                                              |  |
| 10. Juni 2018 | 1     | DTU Deutsche Meisterschaft Triathlon Mitteldistanz   | Ingolstadt           | 03:44:47 | Deutscher Meister auf der Mitteldistanz im Rahmen des Triathlon Ingolstadt                   |  |
| 6. Mai 2018   | 3     | Challenge Riccione                                   | Riccione             | 04:04:31 | erster Start auf der Mitteldistanz                                                           |  |

| Datum/Jahr    | Rang | Wettbewerb                                    | Austragungsort | Zeit     | Bemerkung |
| ------------- | ---- | --------------------------------------------- | -------------- | -------- | --------- |
| 16. Apr. 2016 | 6    | ETU Duathlon European Championship Junior Men | Kalkar         | 00:55:24 |           |

(DNF – Did Not Finish)